# محوطه کومز بویینی
محوطه کومز بویینی مربوط به دوره سلوکیان - دوره اشکانیان است و در شهرستان ماهنشان، بخش انگوران، دهستان قعله جوق، ۳ کیلومتری شمال غربی روستای گاوگل واقع شده و این اثر در تاریخ ۱۸ اسفند ۱۳۸۷ با شمارهٔ ثبت ۲۵۳۴۳ به‌عنوان یکی از آثار ملی ایران به ثبت رسیده است.